# Biological Abstracts
Biological Abstracts — международная база данных и реферативный журнал (Biological Abstracts/RRM), публикующий рефераты научных статей по биологии. Основан в 1926 году.

## История
Журнал основан в 1926 году. Издаётся в США издательством Thomson Reuters совместно с BIOSIS (организация, разрабатывающая базы данных, включающие в себя всю библиографию биологической и биомедицинской тематики). Охватывает своими научными обзорами и рефератами около 10 000 академических рецензируемых журналов мировой литературы по всем разделам теоретической и прикладной биологии. Выходит 36 раз в год с двумя полугодовыми подробными индексами. 
В журнале Biological Abstracts/RRM (Reports, Reviews and Meetings) кроме рефератов статей (как в базе данных) публикуются сообщения о конференциях и симпозиумах, литературные обзоры книг, информация о патентах США и о новом программном обеспечении.
Онлайновая версия журнала и базы данных известна под названием Biosis Previews. Хронологический охват - с 1969 года.
ТЕМАТИЧЕСКИЙ ОХВАТ: анатомия, зоология, биохимия, биология, биотехнология, ботаника, кардиология, цитология, экология, лесное хозяйство, генетика, садоводство, иммунология, лабораторное дело, микробиология, ветеринария, медицина, фармакология и др.
Ежегодно в базу данных добавляется около 250 000 новых записей из мировой биологической периодики из 100 стран. С 1926 года накоплено более 11 млн. рефератов.

## ISSN
- ISSN 0006-3169